# Eliane Plewman
Éliane Sophie Plewman (6 de diciembre de 1917 - 13 de septiembre de 1944) fue una agente británica del Ejecutivo de Operaciones Especiales (SOE) y miembro de la Resistencia francesa que trabajaba en el "circuito MONK" en la Francia ocupada durante la Segunda Guerra Mundial. Estuvo involucrada en varias misiones de sabotaje de gran éxito, pero fue arrestada y torturada por la Gestapo, y luego ejecutada por las SS en el campo de concentración de Dachau.

## Vida de antes de la guerra
Plewman nació con el nombre de Éliane Sophie Browne-Bartroli, en Marsella, Francia. Hija de Eugene Henry Browne-Bartroli, un fabricante inglés que vivía en Francia, y su esposa española Elisa Francesca (Bartroli). Se educó en Inglaterra y en España en la Escuela Británica de Madrid. 
Cuando terminó la universidad, se mudó a Leicester para trabajar para una empresa de importación/exportación de ropa y tela en Albion Street, Leicester, utilizando sus habilidades lingüísticas en inglés, francés, español y algo de portugués.

## Segunda Guerra Mundial
Después del estallido de la Segunda Guerra Mundial en 1939, Éliane Plewman trabajó para la Sección de Prensa de las embajadas británicas en Madrid y Lisboa hasta 1941. En 1942 fue a Gran Bretaña para trabajar para la sección de prensa española del Ministerio de Información. El 28 de julio de 1942 se casó con Thomas Langford "Tom" Plewman de Lutterworth, Leicestershire, quien recientemente había sido comisionado como oficial en la Artillería Real. Su hogar se encontraba en 14 Queen's Gate Terrace, Leicester. 

### Ejecutivo de operaciones especiales
A mediados de febrero de 1943 se unió a la Dirección de Operaciones Especiales (SOE) y fue aceptada el 25 de febrero de 1943 para recibir capacitación para servir como "agente en el campo". Éliane Plewman firmó la Ley de Secretos Oficiales el 29 de marzo de 1943 y por segunda vez el 19 de abril de 1943 (esta vez como subteniente del Servicio Territorial Auxiliar) y comenzó el entrenamiento en Wanborough Manor a principios de mayo de 1943.
A pesar de su figura similar a una sílfide y su pequeño cuerpo, tenía poco más de cinco pies de altura, tomó el mismo curso de entrenamiento cerca de Inverness que los hombres, mostrando una determinación feroz en cada ejercicio. Aprendió manejo de armas, combate cuerpo a cuerpo, técnicas de sabotaje, supervivencia clandestina, seguridad, orientación, comunicaciones por radio. También aprendió a matar con o sin un arma, a manejar explosivos y detonadores, sabotear líneas de ferrocarril, volar trenes, asumir una nueva identidad, improvisar respuestas a cualquier pregunta, inventar un pasado plausible y una historia de portada, incluyendo una ocupación probable, sin darse a conocer ni contradecirse. Fue con gran éxito que pasó las pruebas psicológicas establecidas para futuros agentes por los diversos oficiales a cargo de evaluar candidatos, pruebas que evaluaron su determinación y fortaleza mental. A la pregunta: "¿Por qué quieres ir y luchar contra los nazis?" ella respondió con voz clara: "¡Porque los odio!"

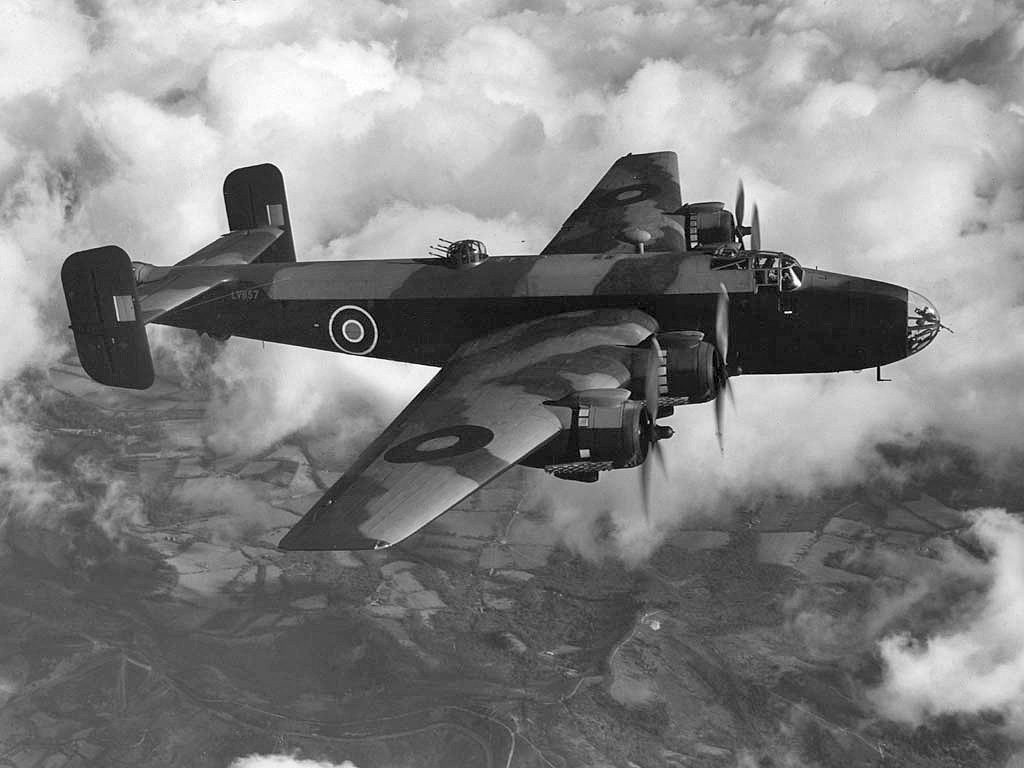
Handley Page Halifax B.III mostrando las aletas rectangulares posteriores y los motores radiales Bristol Hercules.

Después de dos intentos fallidos en las noches anteriores debido al mal tiempo, Plewman se lanzó en paracaídas en Francia en la noche del 13/14 de agosto de 1943 desde un bombardero Halifax Mark II del Escuadrón RAF No. 161 desde una altitud de poco más de 1,000 pies, manteniéndose bajo para evitar el radar alemán. Su nombre de portada era "Eliane Jacqueline Prunier", sus nombres en clave eran "Gaby" y "Dean", o en ocasiones "Madame Dupont". Trabajó para el Capitán Charles Milne Skepper (alias "Henri Truchot"), el organizador del circuito Monje de SOE, en el que iba a ser el servicio de mensajería en el área de Marsella, Roquebrune y San Rafael, proporcionando el enlace de comunicaciones entre grupos de saboteadores y agentes de recopilación de inteligencia, el operador inalámbrico de Monk, Arthur Steele, y otros grupos involucrados.
El Mayor general Colin Gubbins Jefe de SOE, escribió como parte de su recomendación para su premio de valendtía:
"La dejaron caer en el Jura y la separaron de su circuito por un tiempo. En lugar de permanecer escondida, mostró una iniciativa sobresaliente e hizo varios contactos por su cuenta que luego fueron de gran valor para su circuito. Durante seis meses, Plewman trabajó como mensajera y su incansable dedicación al deber y la disposición a sufrir cualquier riesgo contribuyeron en gran medida al establecimiento exitoso de su circuito. Viajó constantemente manteniendo el enlace entre los diversos grupos, actuando como guía para los agentes recién llegados y transportando equipos de telegrafía inalámbrica y documentos comprometedores".
En ese momento, su hermano mayor, Albert John Browne-Bartroli, trabajaba como agente SOE en una parte diferente de Francia. Sobrevivió a la guerra y recibió una Orden de Servicio Distinguido. Browne-Bartroli (nombre en clave "Tiburce") se había convertido, después de un entrenamiento idéntico, en el jefe del circuito Ditcher de SOE, que estuvo activo en Borgoña desde octubre de 1943 hasta septiembre de 1944, que dirigió hasta la victoria final de los Aliados. Tiburce recibió, el 14 de julio de 1944, la mayor cantidad de bajadas en paracaídas jamás realizada a plena luz del día por los maquis.

## Captura y encarcelamiento
Plewman fue capturada por los alemanes en marzo de 1944 y posteriormente encarcelada. 

## Ejecución
Durante la noche del 11 de septiembre de 1944, la Gestapo recogió a Éliane Plewman, Yolande Beekman y Madeleine Damerment de la prisión y las llevó a la estación de ferrocarril de Karlsruhe a tiempo para tomar el tren temprano a Munich. Desde allí tomaron un tren local hacia Dachau y, a última hora de la tarde, caminaron hacia el campo de concentración de Dachau llegando aproximadamente a la medianoche. Entre las 0800 y las 1000 horas de la mañana siguiente, el 13 de septiembre de 1944, Éliane Plewman y otras tres agentes de la SOE (Yolande Beekman, Madeleine Damerment y Noor Inayat Khan) fueron sacadas de sus celdas y obligadas a arrodillarse en pares antes de ser ejecutadas por un solo disparo en la cabeza por el verdugo Wilhelm Ruppert.
Un hombre de la Gestapo llamado Max Wassmer estaba a cargo de los transportes de prisioneros en Karlsruhe y acompañó a las mujeres a Dachau. Otro hombre de la Gestapo llamado Christian Ott dio una declaración a los investigadores estadounidenses después de la guerra sobre el destino de Plewman y sus tres compañeras. Ott estaba estacionado en Karlsruhe y se ofreció para acompañar a las cuatro mujeres a Dachau, ya que quería visitar a su familia en Stuttgart en el viaje. Aunque no estuvo presente en la ejecución, Ott le dijo a los investigadores lo que Wassmer le había dicho.

Las cuatro prisioneras habían venido del cuartel en el campamento, donde habían pasado la noche, al patio donde se realizarían los disparos. Aquí él [Wassmer] les había anunciado la sentencia de muerte. Solo el Lagerkommandant y los dos hombres de las SS habían estado presentes. La inglesa de habla alemana (la mayor) le había contado a su compañera sobre esta sentencia de muerte. Las cuatro se habían puesto muy pálidas y lloraron; la mayor preguntó si podían protestar contra la sentencia. El Kommandant declaró que no se podía protestar contra la sentencia. La mayor había pedido ver a un sacerdote. El comandante del campo rechazó esto alegando que no había sacerdote en el campamento. 

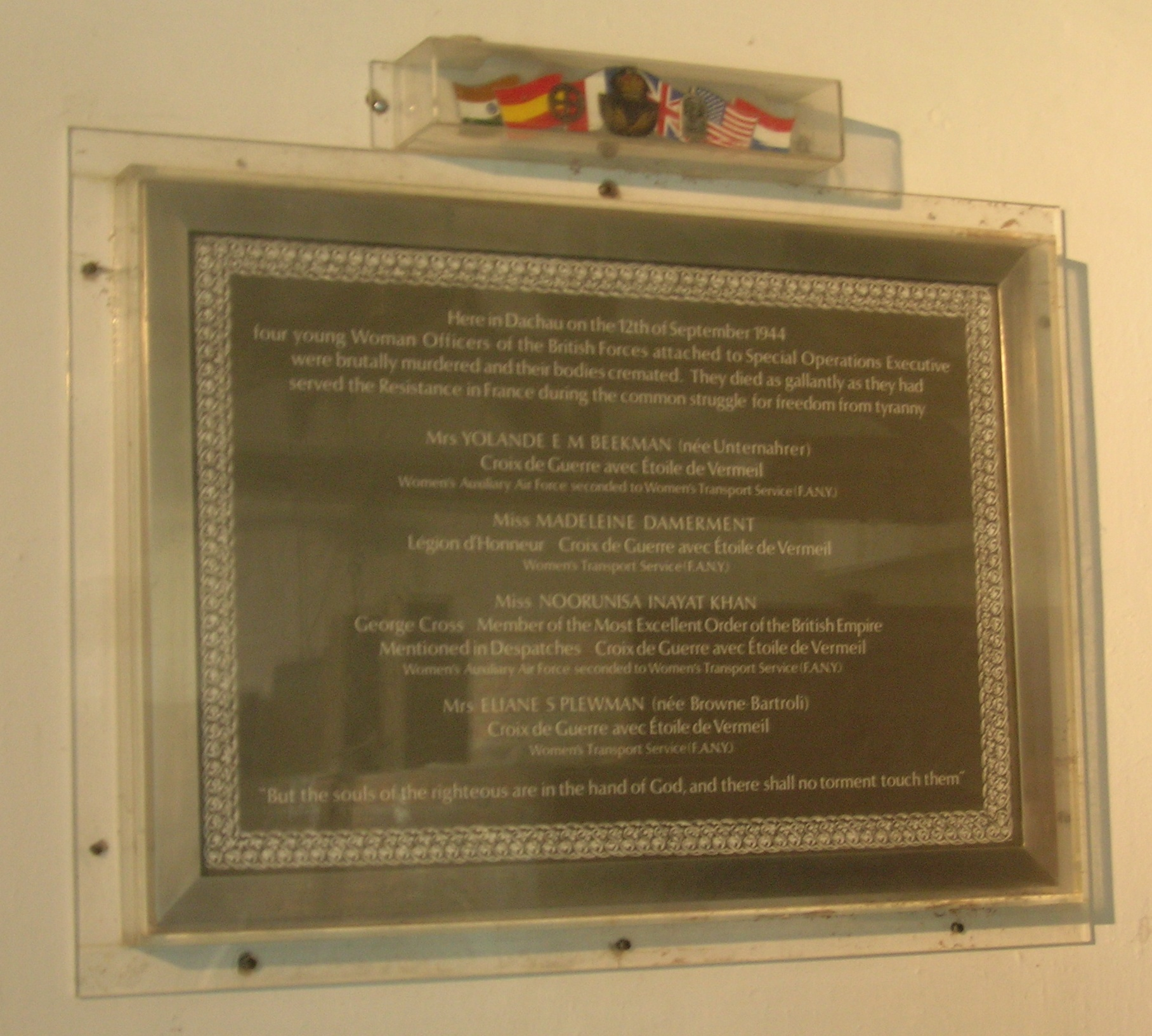
Monumento a Plewman y otras agentes en Dachau.

 Las cuatro prisioneras ahora tuvieron que arrodillarse con la cabeza hacia un pequeño montículo de tierra y fueron asesinadas por los dos SS, una tras otra por un disparo en la nuca. Durante el tiroteo, las dos inglesas se tomaron de las manos y las dos francesas también. Para tres de las prisioneras, el primer disparo causó la muerte, pero para la inglesa de habla alemana hubo que disparar un segundo, ya que todavía mostraba signos de vida después del primer disparo. 

 Después del tiroteo de estas prisioneras, el Lagerkommandant dijo a los dos hombres de las SS que tenía un interés personal en las joyas de las mujeres y que esto debería llevarse a su oficina.

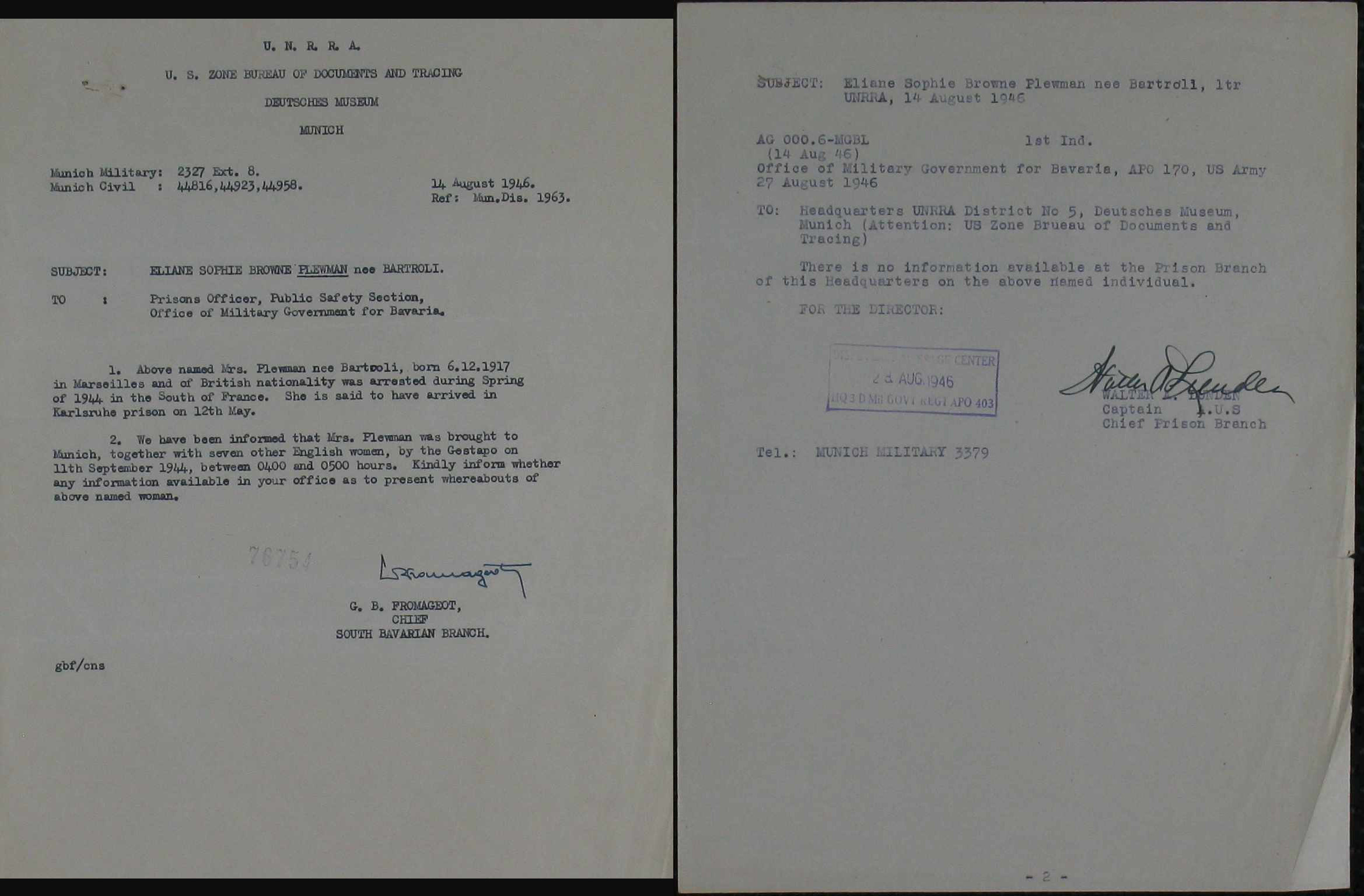
Solicitud de posguerra e informe sobre los esfuerzos para localizar a Éliane Plewman

Esto no pudo considerarse como un relato confiable, ya que Ott le dijo al investigador que después de escuchar el relato de Wasser le había preguntado: "Pero dime, qué sucedió realmente", a lo que Wasser respondió: "¿Así que quieres saber cómo sucedió realmente?

## Honores y premios

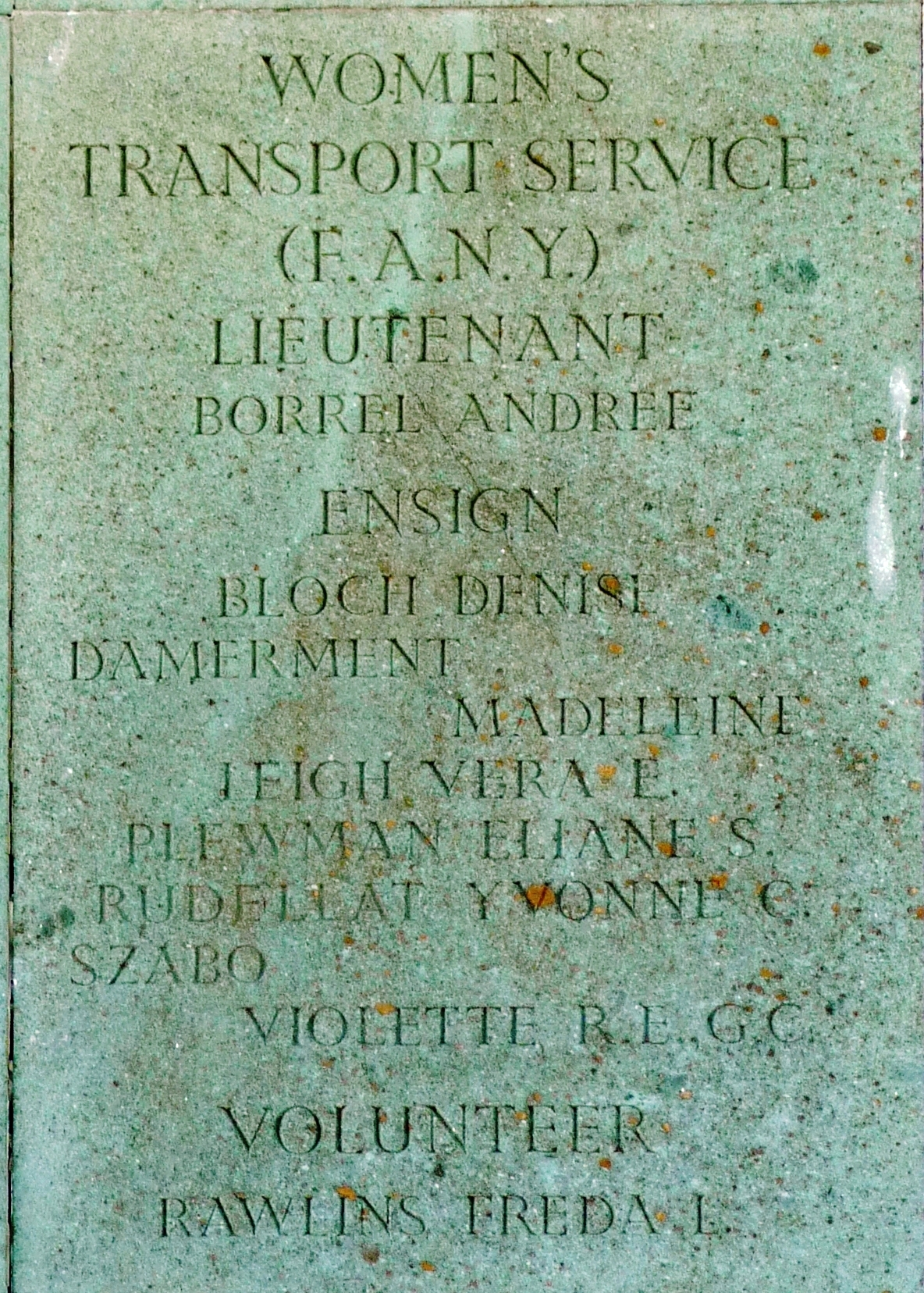
Memorial de FANY (SOE), cementerio militar de Brookwood, 5 de julio de 2017.

Éliane Plewman es recordada en el Brookwood Memorial en Surrey (Panel 26 Columna 3), y el F Section Memorial, en Valençay, Francia.
- Reconocimiento del Rey por conducta valiente otorgado póstumamente en la Gaceta de Londres el 20 de agosto de 1946. "Para los servicios a Francia durante la ocupación enemiga".[15]
- Croix de guerre 1939-1945 con estrella de bronce (Francia) el 16 de enero de 1946.[3]

El mayor general Colin Gubbins recomendó a Éliane Plewman para un MBE (miembro de la Orden del Imperio Británico) el 13 de julio de 1945, sin embargo, fue anulado ya que los estatutos del premio no permiten premios póstumos y se le otorgó el Encomio del Rey por Valiente Conducta en su lugar.

### Citas
1. ↑  Birth Certificate (Consul General at Marseille), 10 de diciembre de 1917 – Eliane Sophie
2. ↑  «Women's Transport Service». Leicester Mercury. Consultado el 10 de septiembre de 2017.
3. 1 2 3 4 5 6  SOE. Eliane Sophie Plewman (textual record). HS 9 – Special Operations Executive: Personnel Files (PF Series). HS 9/1195/1. Kew, UK: The National Archives. p. 1.
4. ↑  London Gazette (35448). 6 de febrero de 1942. pp. 647-648.
5. ↑  «Wanborough Manor – SOE training school». johnowensmith.co.uk. Consultado el 10 de septiembre de 2017.
6. 1 2 3 4 5 6 7 8 9 10  Contrucci, Jean. «8, rue Mérentié». Consultado el 11 de septiembre de 2017.
7. 1 2  Foot, 1966.
8. 1 2  London Gazette (37228). 14 de agosto de 1945. p. 4188.
9. ↑  Binney, 2005, p. 275.
10. ↑  Foot, 1966, p. 429.
11. 1 2  Helm, 2005, pp. 286–287.
12. 1 2 3  Helm, 2005.
13. ↑  Helm, 2005, p. 283.
14. ↑  «Ensign E S Plewman». Commonwealth War Graves Commission. Archivado desde el original el 5 de septiembre de 2017. Consultado el 9 de septiembre de 2017.
15. ↑  London Gazette (37693). 16 de agosto de 1946.
16. ↑  London Gazette (37887). 21 de febrero de 1947. p. 913.

## Otras lecturas
- Aubrac, Raymond; Aubrac, Lucie (2014). The French Resistance. France: Hazan Editeur. ISBN 978-2850255670. Descripción de la resistencia francesa..

- Binney, Marucs (1995). The Women Who Lived for Danger: The Women Agents of SOE in the Second World War. London, UK: Hodder and Stoughton. ISBN 0-340-81840-9. Con foco en las cuatro agentes de SOE femeninas (Borrel, Leigh, Olschanezky y Rowden) ejecutadas en el campo de concentración Natzweiler-Struthof.

- Bourne-Patterson, Robert (2016). SOE in France 1941-1945: An Official Account of the Special Operations Executive's French Circuits. Barnsley, UK: Frontline Books. ISBN 978-1-4738-8203-4. Un informe clasificado compilado en 1946 por un ex miembro de la Sección F de SOE, el Mayor Robert Bourne-Patterson, quien era un oficial de planificación.

- Buckmaster, Maurice (2014). They Fought Alone: The True Story of SOE's Agents in Wartime France. Biteback Publishing. ISBN 978-1849-5469-28. Buckmaster era el jefe de la Sección F de SOE, que ignoró infamemente los controles de seguridad de los operadores inalámbricos SOE capturados que informaban su captura, lo que resultó en agentes capturados y ejecutados.

- Crowdy, Terry (2007). French Resistance Fighter: France's Secret Army. Oxford, UK: Osprey Publishing. ISBN 978-1-84603-076-5. Cobertura integral de la resistencia francesa.

- Escott, Beryl (1992). A Quiet Courage: The story of SOE's women agents in France. Sparkford, UK: Patrick Stevens Ltd (Haynes). ISBN 978-1-8526-0289-5.

- Foot, M.R.D. (1999). The Special Operations Executive 1940–1946. London, UK: Pimlico. ISBN 0-7126-6585-4. Descripción general de SOE (Foot ganó el Croix de Guerre como agente de SAS en Bretaña, luego se convirtió en profesor de historia moderna en la Universidad de Manchester e historiador oficial de SOE).

- Grehan, John; Mace, Martin (2012). Unearthing Churchill's Secret Army: The Official List of SOE Casualties and Their Stories. Pen and Sword. ISBN 978-1848847941. Análisis detallado de las víctimas de SOE e historias seleccionadas que son representativas de la experiencia del personal de SOE.

- Howarth, Patrick (1980). Undercover: Men and Women of the Special Operations Executive. Abingdon, UK: Routledge. ISBN 978-0710005731.

- Marshall, Bruce (2000). The White Rabbit: The Secret Agent the Gestapo Could Not Crack. London, UK: Cassell. ISBN 978-2280022071.

- McDonald-Rothwell, Gabrielle (2017). Her Finest Hour. Stroud, UK: John Murray. ISBN 978-1445661643. La segunda y más reciente biografía de Rowden.

- Milton, Giles (2016). Churchill's Ministry of Ungentlemanly Warfare. London, UK: Amberley Publishing. ISBN 978-1-444-79898-2. Una descripción completa de SOE.

- Nicholas, Elizabeth (1958). Death Be Not Proud. London, UK: Cresset Press. La primera biografía de Rowden..

- O'Conner, Bernard (2014). Churchill's Angels. Stroud, UK: Amberley Publishing. ISBN 978-1-4456-3431-9. Resumen de las puntuaciones de las mujeres agentes de SOE enviadas a la Europa ocupada durante la Segunda Guerra Mundial, incluido Borrel.

- Ousby, Ian (2000) [1999]. Occupation: The Ordeal of France, 1940–1944. New York City  : Cooper Square Press. ISBN 978-0815410430. Cobertura integral de la ocupación alemana de Francia.

- Sebba, Anne (2016). Les Parisiennes: How the Women of Paris Lived, Loved, and Died Under Nazi Occupation. New York City: St. Martin's Press. ISBN 978-1250048592. Mirada a la vida de las mujeres en París durante la Segunda Guerra Mundial.

- Stevenson, William (2006). Spymistress: The Life of Vera Atkins, the Greatest Female Secret Agent of World War II. New York City: Arcade Publishing. ISBN 978-1-5597-0763-3. Descripción general de la actividad de Atkins en SOE (se desempeñó como oficial de inteligencia de Buckmaster en la Sección F).

- Suttill, Francs J. (2014). Shadows in the Fog: The True Story of Major Suttill and the Prosper French Resistance Network. Stroud, UK: The History Press. ISBN 978-0-7509-5591-1. Escrito por el hijo del comandante Francis Suttill, el jefe de la red Prosper ejecutado por los nazis en 1945.

- Stroud, Rick (2017). Lonely Courage: The true story of the SOE heroines who fought to free Nazi-0ccupied France. New York City: Simon & Schuster. ISBN 978-14711-5565-9. Documenta las actividades de las agentes de SOE en Francia, incluido Borrel.

- Thomas, Gordon; Lewis, Greg (2016). Shadow Warriors: Daring Missions of World War II by Women of the OSS and SOE. Stroud, UK: Amberley Publishing. ISBN 978-1445-6614-45. Documenta las actividades de agentes femeninos de OSS y SOE en Francia, incluido Borrel.

- Verity, Hugh (2000). We Landed By Moonlight: The Secret RAF landings in France 1940-1944  . Manchester, UK: Crécy. ISBN 0947554-75-0. Documentos RAF de aterrizajes de aviones pequeños en Francia durante la Segunda Guerra Mundial (el autor fue uno de los pilotos).

- West, Nigel (1992). Secret War: The Story of SOE, Britain's Wartime Sabotage Organization. London, UK: Hodder & Stoughton. ISBN 0-34-051870-7. Descripción general de las actividades de SOE.

- Yarnold, Patrick (2009). Wanborough Manor: School for secret agents. Hopfield Publications. ISBN 978-0956348906.